# Língua nivaclé
O nivaclé é uma língua matacoana falada no Paraguai e na Argentina pelo povo nivaclé. Também é conhecida como chulupí e ashluslay. Em fontes mais antigas foi chamada ashluslé, suhin, sujín, chunupí, churupí, choropí e outras grafias variantes desses nomes. Os falantes nivaclé são encontrados no Chaco, no Paraguai nos departamentos de Presidente Hayes e de Boquerón, e na Argentina na província de Salta.
A língua nivaclé é complexa tanto em sua fonologia quanto em sua morfologia. Muito do que é expresso por construções sintáticas em línguas indo-europeias como o português é sinalizado em nivaclé através de sua morfologia extensa e de clíticos. O nivaclé possui vários traços linguísticos que são raros em outras partes do mundo ou mesmo únicos.

## Fonologia
O inventário fonêmico do nivaclé tem 21 consoantes e seis qualidades vocálicas. As vogais se organizam num sistema simétrico e ocorrem em duas durações fonêmicas, curtas ou longas.
|              | Anterior | Posterior |
| ------------ | -------- | --------- |
| Fechada      | i iː     | u uː      |
| Meio fechada | e eː     | o oː      |
| Aberta       | a aː     | ɑ ɑː      |

As consonantes incluem plosivas e africadas glotalizadas (ejetivas), e um fonema único: / k͡l /. No nivaclé não há contraste de vozeamento entre consonantes (ex. /g/ e /k/), nem tampouco consoantes líquidas (ex. /l ʎ r ɾ/), o que é raro nas línguas do mundo.
|                   | Bilabial | Bilabial | Alveolar | Alveolar | Pós-alveolar | Pós-alveolar | Palatal | Velar | Velar | Glotal |
| pulmonar          | ejetiva  | pulmonar | ejetiva  | pulmonar | ejetiva      | pulmonar     | Palatal |       |       | Glotal |
| ----------------- | -------- | -------- | -------- | -------- | ------------ | ------------ | ------- | ----- | ----- | ------ |
| Oclusiva          | p        | pʼ       | t        | tʼ       |              |              |         | k     | kʼ    | ʔ      |
| Fricativa         | ɸ ~ f    |          | s        |          | ʃ            |              |         | x     |       |        |
| Africada          |          |          | t͡s       | t͡sʼ      | t͡ʃ           | t͡ʃʼ          |         |       |       |        |
| Nasal             | m        |          | n        |          |              |              |         |       |       |        |
| Fricativa lateral |          |          | ɬ        |          |              |              |         |       |       |        |
| Oclusiva lateral  |          |          | k͡l       |          |              |              |         |       |       |        |
| Aproximantes      |          |          |          |          |              |              | j       | w     |       |        |

A aproximante /w/ se realiza como [β ~ v ~w] dependendo do contexto.
Mesmo dentro de sílabas isoladas, o grupo consonantal nivaclé / t / + / ʃ / (representado pelas letras TSH) contrasta com a africada álveo-palatal / t͡ʃ / (representado pelo dígrafo CH); ao passo que o grupo / t / + / s / contrasta com o africada / ts /, tanto entre morfemas quanto dentro dos mesmos.

## Ortografia
Missionários adaptaram o alfabeto latino para transcrever a língua nivaclé. A representação ortográfica nivaclé mistura caracteres específicos a padrões do espanhol do inglês. Dentre os padrões específicos estão os dígrafos LH para /ɬ/, ĈL para /k͡l/, letras duplicadas para representar vogais longas (AA para /aː/, EE para /eː/, etc...), o uso de Ô para representar a vogal baixa posterior /ɑ/. Ademais utliza-se um apóstrofo <’> para representar a oclusiva glotal /ʔ/. As consonante ejetivas são representadas com a consoante ou dígrafo seguidos de um apóstrofo: P’ T’ K’ CHʼ TS’ para /p’ t’ k’ t͡ʃ ʼ t͡s’/.
Dentre as semelhanças com a ortografia espanhola na escrita do nivaclé estão o uso de Y para representar a semivogal /j/, o uso de C para /k/, o uso CH para a africada /tʃ͡/ e o uso de J para representar a fricativa velar /x/. Como o inglês, o nivaclé usa o dígrafo SH para representar a fricativa /ʃ/.
A ortografia nivaclé não utiliza as letras B, D, G, L, Q, R, V, X ou Z.

## Morfossintaxe
As principais categorias gramaticais (classes gramaticais, categorias lexicais) no nivaclé são: substantivo, pro-substantivo, demonstrativo, adjetivo, advérbio e verbo. Existem diferenças sintáticas e morfológicas significativas no comportamento de várias dessas classes gramaticais que as distinguem de categorias semelhantes em línguas europeias. Os clíticos são frequentes no nivaclé.

### Ordem dos constituintes sintáticos
A ordem das palavrasbásica (ordem constituinte) é sujeito-verbo-objeto (SVO) ou, na formulação diferente usada por alguns autores, AVO (A = sujeito do verbo transitivo ou agente), embora outras ordens sejam possíveis em contextos comunicativos específicos. Também há as ordens básicas GN (genitivo-substantivo, isto é, possuído pelo possuidor), NA (substantivo-adjetivo) e NP-Rel (substantivo principal-relativo). Há poucas adposições (preposições ou posposições) em nivaclé; tais funções relacionais e locativas são assinaladas por um conjunto de sufixos e clíticos anexados principalmente a verbos, mas também a outras classes gramaticais. Há também substantivos relacionais (construções de substantivos possuídos que funcionam como adposições). A coocorrência das ordens SVO, NA, GN e NP-Rel é um tanto incomum para uma língua com a tipologia de ordem de palavras básica SVO, na qual NG (substantivo + genitivo) seria a ordem esperada.

### Substantivos
Há um contraste de gênero masculino-feminino nos substantivos nivaclé, o qual é semanticamente determinado para certos substantivos que se referem a humanos e alguns animais, mas arbitrário para a maioria dos outros. No entanto, ao contrário dos próprios substantivos, apesar de seu gênero, geralmente não trazem nenhuma indicação clara de atribuição de gênero. Isso é sinalizado antes nos demonstrativos que os acompanham e que concordam com o gênero do Substantivo. Também os marcadores plurais que os Substantivos possuem diferem dependendo se o Substantivo é masculino ou feminino. Existem vários marcadores  plurais  diferentes, um sistema complexo.
O sistema  demonstrativo  (dêitico) também é complexo, com numerosos demonstrativos que se distinguem de acordo com vários traços semânticos, sensíveis a se o referente é visível ou não, foi testemunhado anteriormente pelo falante, é conhecido apenas por relatos ou boatos, ou não existe mais. Como mencionado, esses traços semânticos contrastantes dos demonstrativos desempenham um papel na inferência do "tempo" de um enunciado. Por exemplo, se um referente é visível, então por inferência ele está presente, no tempo presente; se foi testemunhado anteriormente, mas não está visível no momento, então, normalmente, por inferência, é passado.
 Evidencialidade  também é inferida dos traços semânticos dos demonstrativos. Por exemplo, se um falante usa um demonstrativo 'visível', por inferência isso também indica que ele / ela atesta o valor de verdade da afirmação, para a realidade da entidade modificada por esse demonstrativo, porque o falante sabe disso por testemunhá-lo . Se, por outro lado, um demonstrativo que indica 'conhecido apenas por relato ou boato' for empregado, por inferência esta parte do enunciado tem o sentido probatório de que o falante não afirma a verdade do que é dito, mas apenas relata como algo contado por outros e não conhecido por experiência pessoal. A evidência dos demonstrativos interage com outros marcadores de evidência do discurso, uma palavra para coisas relatadas mas não conhecidas e outra para expressar dúvida, incerteza sobre a verdade de um enunciado. Isso se transfere para enunciados de múltiplas orações, onde orações subordinadas podem contrastar no que diz respeito à conjunção que as introduz e em termos dos marcadores de concordância do sujeito que podem tomar, onde alguns são tratados como reais (eventos que se sabe ter acontecido ou estar acontecendo acontecer) e outros são irrealis (coisas que não aconteceram, mas são hipotéticas ou duvidosas)

### Verbos
Os  verbos  nessa língua são muito complexos e podem conter muitos afixos e clíticos diferentes. No entanto, não há marcadores gramaticais diretos nos verbos nem em nenhum outro lugar da gramática para  tempo verbal  ou  aspecto . Os sentidos de tempo são transmitidos pelos demonstrativos cujos contrastes semânticos fornecem inferências temporais. Nivaclé é, portanto, uma das poucas línguas do mundo que possui  tempo nominal  sem marcação de tempo verbal.
O alinhamento verbal  é  ativo-estativo  - há duas séries de afixos pronominais em verbos, um que indica sujeitos de verbos ativos que relatam eventos ou acontecimentos, sejam transitivos ou intransitivos, e outra que sinaliza tanto o objeto dos verbos transitivos quanto o sujeito dos verbos intransitivos estativos, verbos que se referem a estados e não a eventos ou acontecimentos, como fazem os verbos ativos. Os verbos indicativos, negativos e irrealis têm marcações morfológicas distintas próprias para concordância de sujeito pro-Substantivo pessoal. Há também verbos de sinalização morfológicos distintos de orações subordinadas.
Nivaclé distingue a primeira pessoa do plural inclusivo  ('todos nós' e  exclusivo  ('nós' [eu / nós e outro (s), mas não incluindo você], 'nosso' [mas não incluindo o seu) em pronomes, em morfologia possessiva e em verbos.
Nivaclé tem um sistema muito rico de afixos  direcionais  e clíticos, marcados principalmente nos verbos, às vezes em outras classes gramaticais. Como mencionado, o Nivaclé geralmente carece de adposições (preposições e pós-posições), pois os afixos direcionais e clíticos cumprem os papéis desempenhados pelas adposições em outras línguas. A língua possui um classificador Substantivo genitivo para animais domésticos possuídos e outro para presas possuídas (animais caçados). Por exemplo, não é possível dizer diretamente o equivalente a  meu cavalo , mas é necessário dizer o equivalente a  meu-doméstico.animal.classificador de cavalo .

## Amostra de vocabulário
- Janom - olá (lit. ‘cheguei’)
- Lhnôm - olá (respondendo a janom, lit. ‘você chegou’)
- Nalhujo’oy - bom dia
- Nu’utjo’oy - boa tarde
- Tulhjo’oy - boa noite
- Pa’kum - adeus
- Ya’aj lhe ’esh kum - Te vejo mais tarde
- Shtawat’wanlha - Nos vemos (mais tarde)
- Jô’lha’a lhum’ashi - Até amanhã
- Nivacche - mulher
- Catiis - estrela
- Jive’ĉla - lua
- Tulh - noite
- Ĉlop - inverno
- Itôj - fogo
- Vosoc - borboleta